# Sainte-Catherine-de-la-Jacques-Cartier
Pour les articles homonymes, voir Sainte-Catherine et Jacques Cartier (homonymie).
Sainte-Catherine-de-la-Jacques-Cartier est une ville située dans la municipalité régionale de comté (MRC) de La Jacques-Cartier, dans la région administrative de la Capitale-Nationale, au Québec (Canada). 

## Toponymie

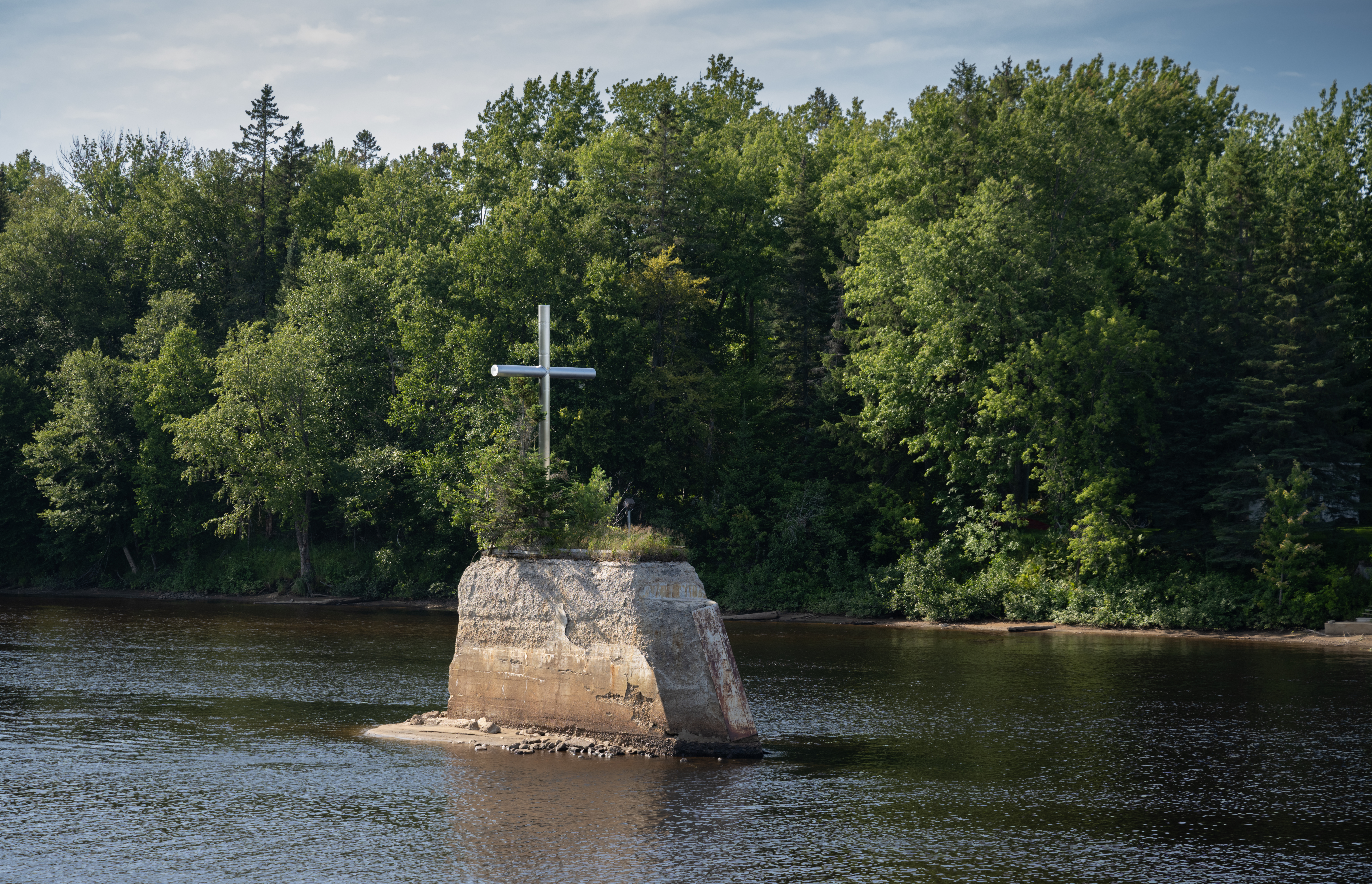
Croix installée sur un îlot rocheux de la rivière Jacques-Cartier.

La Commission de toponymie du Québec écrit à ce sujet : « Alors que Fossambault rappelle la concession en 1693 à Alexandre Peuvret de Gaudarville (1664-1702) du fief dans les limites duquel se situera plus tard la paroisse, Sainte-Catherine évoque la mère de ce seigneur, Catherine Nau de La Boissière et de Fossambault, fille de Jacques Nau de La Boissière et de Fossambault, conseiller du roi. En outre, il faut tenir compte du fait que, vers 1824, la mère du seigneur de l'époque, Michel-Louis Juchereau Duchesnay, héros de la bataille de Châteauguay, se dénommait Catherine Le Comte Dupré. La présence de la rivière Jacques-Cartier, qui arrose le territoire, justifie pleinement le second volet de la dénomination. »

## Histoire

### Seigneurie

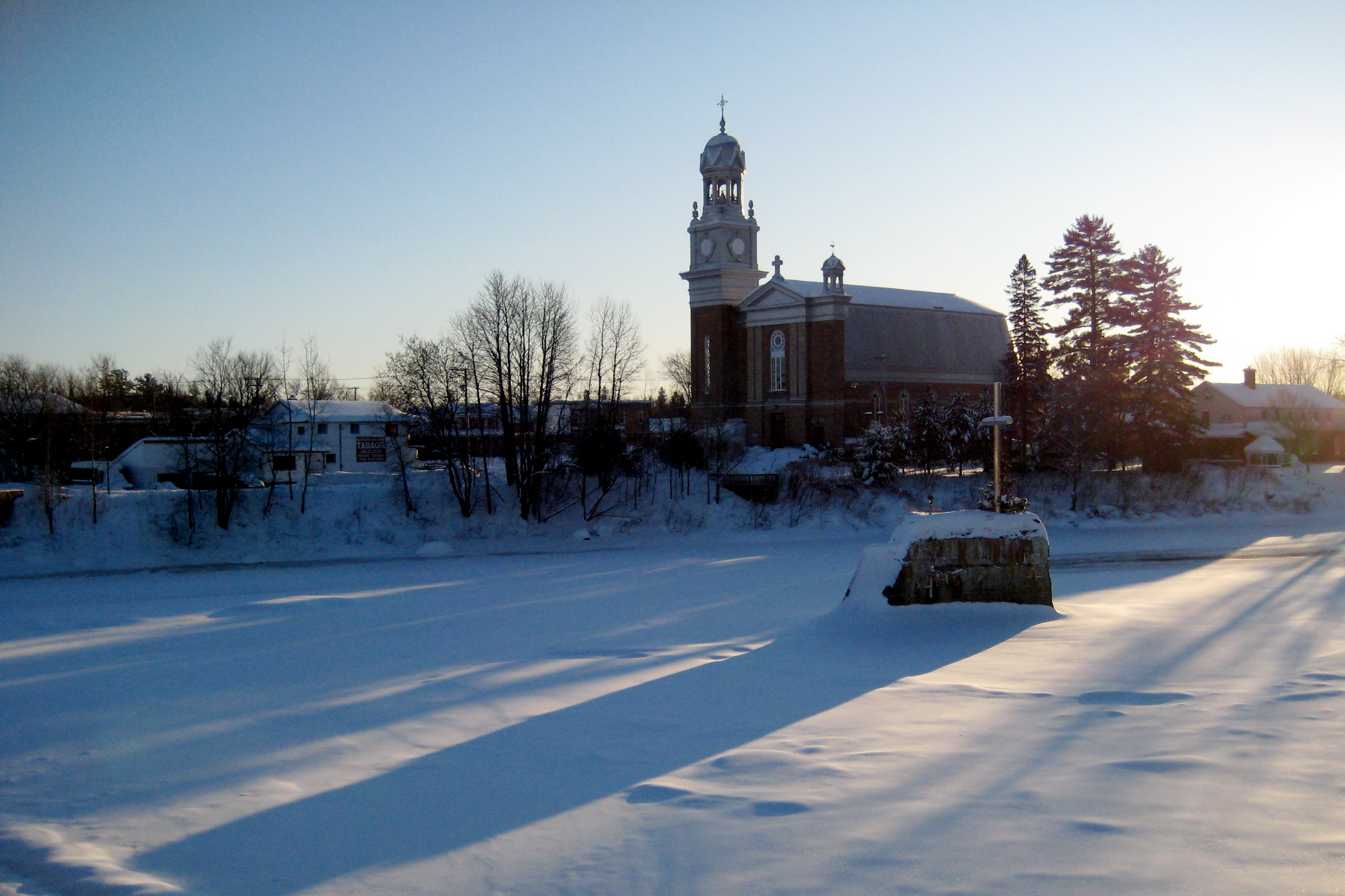
La rivière Jacques-Cartier et l'église Sainte-Catherine, en hiver.

C’est le 20 février 1693 qu’Alexandre Peuvret de Mesnu, écuyer et sieur de Gaudarville (1664-1702), reçoit du gouverneur de la Nouvelle-France, Louis de Buade, comte de Frontenac, une concession qui est nommée seigneurie de Fossambault en l’honneur de sa mère, Marie-Catherine Nau de Fossambault. Le père de Catherine, Jacques Nau de Fossambault, était conseiller du Roi et trésorier des finances de Berry. La confirmation par le Roi de France, Louis XIV, de la concession appelée Fossambault sera signée le 15 avril 1694 à Paris.
Cette nouvelle seigneurie sera entourée des seigneuries et fiefs de Gaudarville, Bel Air, Bourg-Louis et Saint-Gabriel de Valcartier, Bonhomme, de Maure, Neuville et Sillery.  
Alexandre Peuvret mourut sans postérité et ses seigneuries (Gaudarville et Fossambault) passèrent à sa sœur Marie-Catherine Peuvret (1667-1739) et son mari Ignace Juchereau-Duchenay (1658-1715). C’est Antoine Juchereau-Duchesnay (1704-1772), leur fils, qui hérite des seigneuries. C’est seulement lorsque le plus jeune de ses fils, Michel-Louis, héros de la bataille de Châteauguay (1813), hérita de la seigneurie, que celle-ci commence à prendre un essor appréciable. 
En 1820, Michel-Louis Juchereau Duchesnay, va donc développer le territoire en invitant des immigrants irlandais à s’installer sur ses terres. C’est ainsi qu’en octobre 1820, l’établissement St-Patrice : New Irish Settlement of Fossambault (le St Patrick Settlement dans l'usage courant) voit le jour. (À ne pas confondre avec la Mission St Patrice qui était le volet religieux). Duchesnay fait construire un manoir, un moulin banal et un séchoir à grains. La paroisse catholique de Sainte-Catherine fut fondée en 1824.  En 1825, « New Irish Settlement of Fossambault on the Jacques –Cartier » est remplacé par « Sainte-Catherine de Fossambault ».Les registres de cette paroisse sont ouverts en 1832.
La seigneurie de Fossambault, comté de Hampshire, couvrait une superficie d’environ 39 miles (101, 01 km2) qui incluait le lac Sergent et le lac Saint-Joseph, ainsi qu’une panoplie de petits lacs et rivières. Le lac Saint-Joseph était alors connu sous l'appellation autochtone d’Ontaritzi, il adopte son nom actuel en 1927. Il y avait douze concessions du sud au nord à partir de Saint-Augustin jusqu’à la forêt que nous connaissons aujourd’hui sous l’appellation de « réserve faunique des Laurentides ». Les Britanniques nommaient « wasteland » les terres incultes au nord de la rivière Jacques-Cartier.
En 1829, le nom du comté de Hampshire est changé pour Portneuf. En 1847, les municipalités de paroisse sont remplacées par des municipalités de comté. Ainsi « Sainte-Catherine de Portneuf » est créée et le nom « Sainte-Catherine de Fossambault » n’existe plus. Le nom sera modifié de nouveau au XXe siècle avec la création des municipalités régionales de comté (MRC) qui abolit les comtés. Incorporé en municipalité en 1855, son territoire est progressivement morcelé pour faire naître Lac-Saint-Joseph (en 1936), Shannon (en 1946) et Fossambault-sur-le-Lac (en 1949).

### Un territoire morcelé
La suppression du régime seigneurial en 1855 va voir apparaître les municipalités de paroisse avec des conseils municipaux. Au fil des ans, le territoire de Sainte-Catherine de Portneuf sera morcelé. 
En février 1868, une partie de la seigneurie de Bélair (4ième et 5ième rang) est annexée à la Paroisse de Sainte-Catherine du comté de Portneuf.  Il y aura détachement de Sainte-Jeanne de Neuville le 6 juin 1870. Le nom de la paroisse passera à la municipalité en 1867, qui deviendra Sainte-Jeanne-de-Pont-Rouge en 1959. En décembre 1870, c’est le détachement de la municipalité de la paroisse de Saint-Augustin.

### Base militaire de Valcartier
En 1912, le ministère de la Milice et de la Défense du Dominion du Canada décide d’acquérir dans la province de Québec un terrain de 4 931 acres (19,955 km2) sur le territoire de Sainte-Catherine de Portneuf pour en faire un camp militaire. Le ministère de la Défense négocie l’expropriation de 125 cultivateurs de Sainte-Catherine et de Saint-Gabriel-de-Valcartier. En 1918, le camp de Valcartier avait une étendue de 12 428 acres (50,294 km2). La plupart des expropriés étaient des cultivateurs de descendance irlandaise. Leurs ancêtres avaient défriché ces forêts. Ils sont contraints de quitter leurs terres ancestrales. 

### Détachement de Lac-Saint-Joseph
Thomas Maher a obtenu l’érection de l’endroit en municipalité le 10 juin 1936. Le lac mesure huit milles de long (12,8 km) par trois milles de large (4,8 km) soit de la « passe » entre les deux lacs, jusqu’à l’école de Duchesnay. Avant la construction du chemin de fer Gosford en 1871, le territoire de la vallée du lac Saint-Joseph était pratiquement désert. 

### Détachement de Shannon
Le litige qui mène à la création de Shannon est qu’une partie de la population protestait contre les taxes municipales et le manque de services offerts dans le secteur. Pour régler le problème, une partie du territoire de Sainte-Catherine de Portneuf est détaché et le 14 décembre 1946 naît la municipalité de Shannon. En 1964, le gouvernement fédéral entreprend une deuxième expropriation de 10 000 acres (44 469 km2) qui sont ajoutées à la base militaire. Shannon perdit les concessions 7 à 12.

### Détachement de Fossambault-sur-le-Lac
Fossambault-sur-le-Lac devient une municipalité en 1949. Quelques agriculteurs irlandais ont occupé le secteur au XIXe siècle, du côté est aux abords du lac Saint-Joseph. Le phénomène de villégiature apparaît à partir de 1895. Les citadins de Québec prenaient le train jusqu’au Lac-Saint-Joseph. 
Entre 1896 et 1934, Thomas Maher, un homme d’affaires de Québec, achète de la Consolidated Paper Corporation des terres tout autour du bassin supérieur du lac et une partie du bassin sud. Ces terres sont subdivisées et offertes aux villégiateurs venus principalement de Québec. L’un des premiers à y faire construire un chalet est le notaire Cyprien Labrecque en 1896. Par la suite, une part importante de la bourgeoisie de Québec vint s’y installer.

### Détachement de Lac-Sergent
Le 25 février 1921, un territoire de la municipalité devient la Ville du Lac-Sergent. La ville a une étendue de 684 arpents (2 338 m2) située sur le littoral du lac. Avant 1921, une partie de cette ville relevait, au point de vue municipal, de Saint-Raymond et l’autre partie de Sainte-Catherine. Comme la municipalité fera partie du territoire de la MRC de la Jacques-Cartier, Sainte-Catherine-de-la-Jacques-Cartier naîtra en 1984 et deviendra ville en l’an 2000. Depuis le début des années 2000, Sainte-Catherine-de-la-Jacques-Cartier connaît une forte hausse démographique.

## Géographie

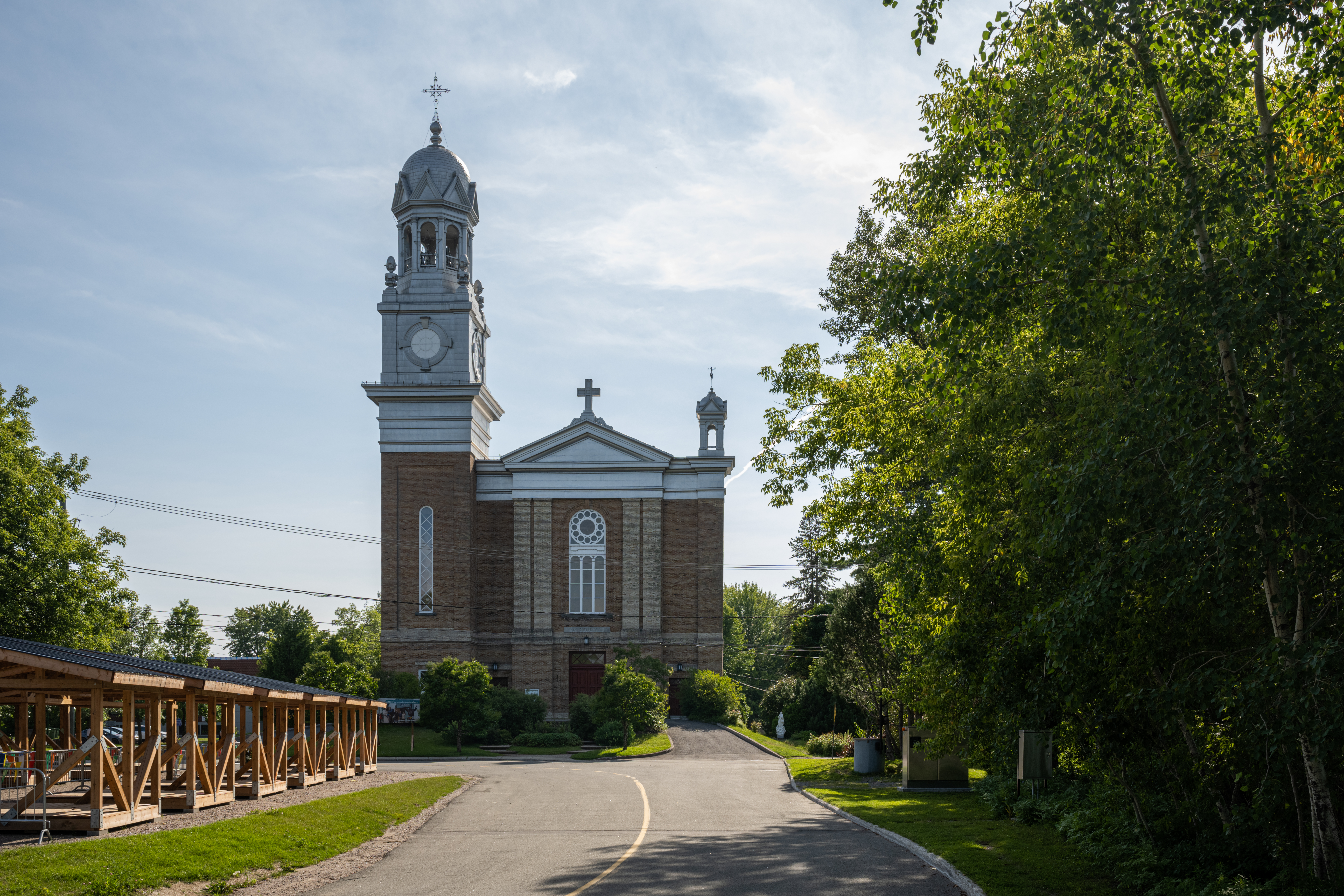
Église de Saint-Catherine-de-la-Jacques-Cartier.

Sainte-Catherine possède une superficie totale de 122,74 km2 (dont 119,71 km2 est terrestre). La localité s'étend de part et d'autre de la rivière Jacques-Cartier, à environ 20 kilomètres à l'ouest de Québec. La population de Sainte-Catherine est répartie dans deux secteurs : son centre-ville (46° 50′ 33″ N, 71° 36′ 46″ O), au nord, et les développements immobiliers de Parc-Bon-Air et Place-Laurentienne (46° 48′ 40″ N, 71° 35′ 06″ O), au sud. L'agriculture est pratiquée sur les rives de la Jacques-Cartier, tandis que le reste du territoire est occupé par la forêt.
Le relief de Sainte-Catherine est variable. Le long de la vallée de la rivière Jacques-Cartier qui traverse le centre de la municipalité de l'est vers l'ouest, l'altitude moyenne varie autour de 150 mètres. Elle dépasse toutefois les 300 mètres dans les collines laurentiennes, dont le mont Bélair où l'altitude à l'intérieur des limites de la municipalité atteint 410 mètres. Outre la rivière Jacques-Cartier, Sainte-Catherine est arrosée par la rivière Ontaritzi, l'effluent du lac Saint-Joseph(d) et par rivière aux Pommes qui, à partir de son crénon dans le sud-ouest de la municipalité, coule vers le sud-ouest. On y retrouve un important milieu humide.

### Municipalités limitrophes
Son territoire est délimité par Lac-Saint-Joseph et Fossambault-sur-le-Lac (au nord), Shannon (à l'est), Saint-Raymond et Lac-Sergent (à l'ouest) ainsi que Pont-Rouge, Saint-Augustin-de-Desmaures et Québec (au sud). La route 367 (route de Fossambault, puis route de Duchesnay), principal accès routier, relie la municipalité à l'autoroute 40, située une dizaine de kilomètres au sud. La route 369 (route de la Jacques-Cartier), quant à elle, relie Sainte-Catherine à Shannon. Ces deux route se croisent au cœur de la municipalité.

## Démographie
| 1981  | 1986  | 1991  | 1996  | 2001  | 2006  | 2011  | 2016  | 2021  |
| ----- | ----- | ----- | ----- | ----- | ----- | ----- | ----- | ----- |
| 3 312 | 3 586 | 4 011 | 4 428 | 4 681 | 5 021 | 6 319 | 7 706 | 8 442 |

## Administration
Les élections municipales se font en bloc et suivant un découpage de six districts.
| Sainte-Catherine-de-la-Jacques-Cartier Maires depuis 2001                                                            |                  | |          |
| Élection | Maire            | Qualité | Résultat |
| 2001 | Jacques Marcotte | Député caquiste de Portneuf (2012-2014)                                                                         | Voir     |
| 2005 | Jacques Marcotte | Député caquiste de Portneuf (2012-2014)                                                                         | Voir     |
| 2009 | Jacques Marcotte | Député caquiste de Portneuf (2012-2014)                                                                         | Voir     |
| 2012 | Pierre Dolbec    | Candidat à la mairie de Québec en 2007 Président de la Chambre de commerce et d'industrie de Québec (2005-2006) | Voir     |
| 2013 | Pierre Dolbec    | Candidat à la mairie de Québec en 2007 Président de la Chambre de commerce et d'industrie de Québec (2005-2006) | Voir     |
| 2017 | Pierre Dolbec    | Candidat à la mairie de Québec en 2007 Président de la Chambre de commerce et d'industrie de Québec (2005-2006) | Voir     |
| 2021 | Pierre Dolbec    | Candidat à la mairie de Québec en 2007 Président de la Chambre de commerce et d'industrie de Québec (2005-2006) | Voir     |
| Élection partielle en italique Depuis 2005, les élections sont simultanées dans toutes les municipalités québécoises |                  | |          |

## Attraits

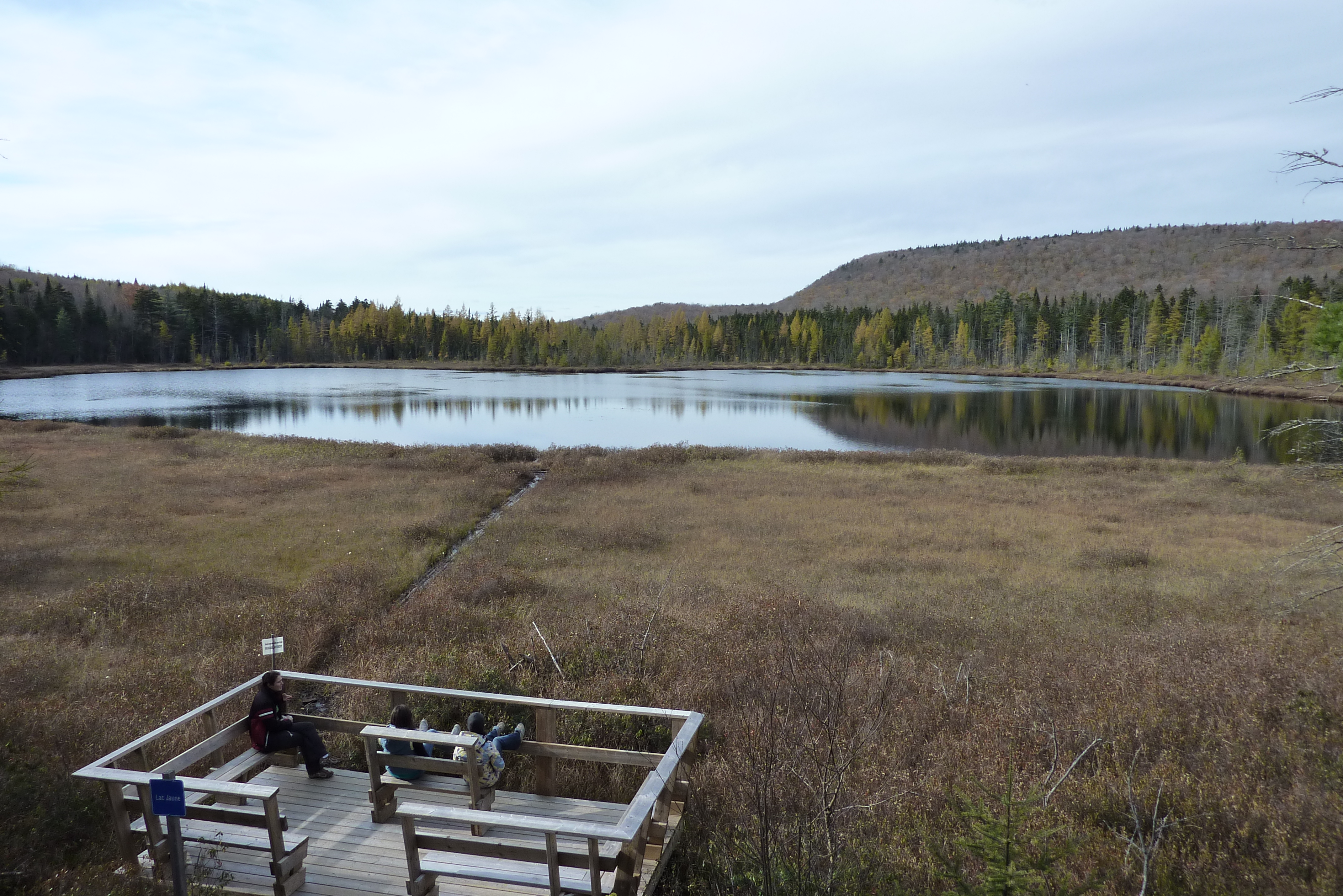
Station touristique Duchesnay.

On compte parmi les attraits locaux ses pistes cyclables La liseuse avec vue sur la rivière Jacques-Cartier, le centre socio-culturel Anne-Hébert et l'auberge Duchesnay. La ville possède également une maison des jeunes, deux écoles primaires et une école secondaire accueillant des élèves jusqu'en secondaire 2. En hiver, un anneau de glace dans la forêt, long de 2,7 km, une glissade de neige, deux patinoires ainsi que des pistes de ski de fond sont aménagés au sein du Parc de glisse du Grand Héron.

### Pistes cyclables
Deux pistes cyclables passent dans la municipalité:
- Le chemin de la Liseuse, aussi skiable en hiver, passe à proximité de la rivière Jacques-Cartier. Son nom fait référence à l'écrivaine Anne Hébert et au peintre et poète Hector de Saint-Denys-Garneau. On y retrouve quatre poèmes qui reflètent la créativité que ces lieux peuvent favoriser.
- D'une longueur de 68 kilomètres, la piste cyclable Jacques-Cartier/Portneuf passe par la station touristique Duchesnay. On peut rejoindre le Corridor des Cheminots pour se rendre à Québec en moins de deux heures.

### Projets domiciliaires
- Faubourg Sainte-Catherine: (2014), quartier écologique de 29 terrains totalisant des investissements de 10 millions de dollars développé par l'entrepreneur Yanik Guillemette[8],[9].

## Personnalités liées
- Hector de Saint-Denys Garneau (1912-1943), arrière-petit-fils de François-Xavier Garneau, peintre et écrivain: il a passé une partie de son enfance avec sa cousine Anne Hébert au manoir de sa famille.
- Anne Hébert (1916-2000), écrivain: née à Sainte-Catherine-de-la-Jacques-Cartier[10].
- André Robitaille, acteur et animateur: il est né à Sainte-Catherine-de-la-Jacques-Cartier et y a fait ses premiers pas en tant qu'animateur.

## Jumelage
- Palavas-les-Flots (France).